# 恩田站
恩田站（日语：／ Onda eki */?）是位於神奈川縣橫濱市青葉區茜台（月台位於恩田町），屬於東急電鐵子供之國線的鐵路車站。車站編號是KD02。

## 年表
本站是因應子供之國（遊樂園）運輸路線周邊地區發展而新設的唯一一座中途站。
- 2000年（平成12年）3月29日 - 車站啟用[1]。

## 車站構造

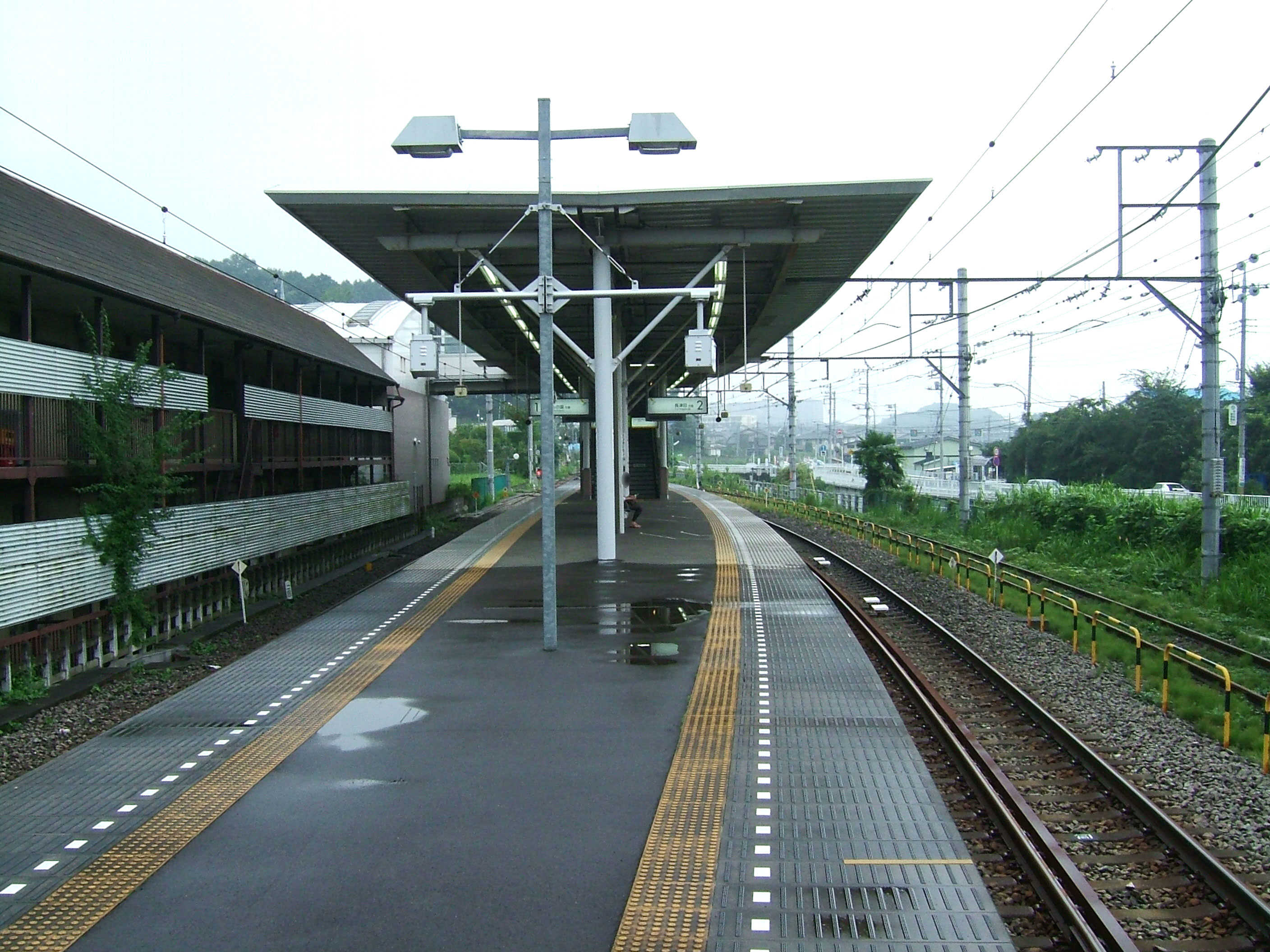
月台（2008年8月）

本站設施由橫濱高速鐵道所有，為島式月台1面2線地面車站。站房是通勤線化時所新設，設有自動售票機與自動驗票閘門等。本站平時無站員，乘客可透過對話機與站員對話，另外也有筆談用的傳真設備。車站內外皆無廁所。
大廳層與2樓通道（天橋）、2樓通道與月台之間設有電梯。本站有通往東急電鐵長津田車輛工場的側線，可停放工場的作業用車輛。本站也是東急唯一一座前後都是單線的車站。
| 月台 | 路線       | 方向 | 目的地       |
| ---- | ---------- | ---- | ------------ |
| 1    | 子供之國線 | 下行 | 子供之國方向 |
| 2    | 子供之國線 | 上行 | 長津田方向   |

（來源：東急電鐵:車站構內圖 （页面存档备份，存于））

## 使用情況
2017年度1日平均上下車人次為843人。
本站是東急電鐵使用人數最少的車站（世田谷線除外）。但是此數字未計算利用定期券的乘客。此外，子供之國線的定期券涵蓋了長津田站 - 子供之國站區間，因此不發售以本站為起訖站的定期券。
近年1日平均上下、上車人次推移如下表。
| 年度               | 1日平均 上下車人次 | 1日平均 上車人次 | 來源    |
| ------------------ | ------------------ | ---------------- | ------- |
| 2001年（平成13年） |                    | 350              |         |
| 2002年（平成14年） | 645                | 356              |         |
| 2003年（平成15年） |                    | 356              |         |
| 2004年（平成16年） | 654                | 365              |         |
| 2005年（平成17年） | 674                | 378              |         |
| 2006年（平成18年） | 711                | 387              |         |
| 2007年（平成19年） | 799                | 433              |         |
| 2008年（平成20年） | 848                | 461              |         |
| 2009年（平成21年） | 846                | 464              |         |
| 2010年（平成22年） | 905                | 494              | [ * 1 ] |
| 2011年（平成23年） | 894                | 488              | [ * 1 ] |
| 2012年（平成24年） | 917                | 499              | [ * 2 ] |
| 2013年（平成25年） | 908                | 494              | [ * 3 ] |
| 2014年（平成26年） | 880                | 481              | [ * 4 ] |
| 2015年（平成27年） | 846                | 467              | [ * 5 ] |
| 2016年（平成28年） | 827                | 461              |         |
| 2017年（平成29年） | 843                |                  |         |

## 車站周邊
- 東急電鐵長津田車輛工場（日语：東急電鉄長津田車両工場）
- 恩田谷戶（日语：谷戸）
  - 水田、小川（奈良川（日语：恩田川）等）、雜木林等。
- 橫濱市立茜台中學校（日语：横浜市立あかね台中学校）

### 路線巴士
- 德恩寺前
  - 橫濱市營巴士
    - 23：經子供之國（日语：こどもの国 (横浜市)）往奈良北團地折返場／經田奈站、長津田站、十日市場站往中山站前；經田奈站、長津田站往十日市場站前；經田奈站、稻荷前往十日市場站

以前有小田急巴士柿20往町田總站／往柿生站南口（路線已廢止）。
- 茜台
  - 東急巴士
    - 青55：經中恩田橋、松風台往青葉台站

## 相鄰車站
東急電鐵
 子供之國線
長津田（KD01）－恩田（KD02）－子供之國（KD03）

## 延伸閱讀
- 宮田道一. . JTBパブリッシング. 2008-09-01. ISBN 9784533071669.

## 外部連結
- 恩田（各站資訊） - 東急電鐵